# Chionaema propinquella
Chionaema propinquella là một loài bướm đêm thuộc phân họ Arctiinae, họ Erebidae.